# İlker Çatak
İlker Çatak (nascut l'11 de gener de 1984 en Berlín) és un director de cinema alemany.

## Vida
Çatak va néixer en Berlín en 1984, fill d'immigrants turcs. Als dotze anys es va traslladar a Istanbul, on es va graduar a l'escola de l'ambaixada. Després va tornar a Alemanya i va treballar durant quatre anys en produccions cinematogràfiques alemanyes i internacionals. A partir de 2005, va realitzar els seus propis curtmetratges i va treballar a temps parcial com a director de cinema publicitari, entre altres per a Allianz, Deutsche Telekom i Audi.
En 2009, Çatak va acabar una llicenciatura en direcció de cinema i televisió en la Universitat Dekra Mitjana de Berlín. Çatak va completar el seu màster a l'Escola de Mitjans de comunicació de Hamburg. Durant els seus estudis va realitzar el curtmetratge Wo wir sind, que va ser preseleccionat per als Student Academy Awards però no va guanyar. La seva pel·lícula de graduació Sadakat (2014) va ser de nou preseleccionada a l'any següent i finalment va guanyar el Student Academy Award d'or. També va guanyar el concurs de curtmetratges del Festival Max Ophüls en 2015, igual que la seva pel·lícula Wo wir sind en 2014.
En 2017 es va estrenar als cinemes alemanys el primer llargmetratge de Çatak, Es War Einmal Indianerland, al qual va seguir en 2019 Es Gilt Das Gesprochene Wort, que li va valer nominacions als Deutscher Filmpreis 2020 en les categories de millor director i millor guió. Li va seguir en 2023 el guardonat drama Das Lehrerzimmer, que va rebre cinc Premis del Cinema Alemany, entre ells per a Çatak en les categories de director i guió.
Juntament amb el seu antic company Johannes Duncker, va fundar la productora 24LiesPerSecond. Tots dos van treballar junts en projectes de curtmetratges i llargmetratges, entre ells Das Lehrerzimmer.

## Filmografía
- Es war einmal Indianerland (2017)
- Es gilt das gesprochene Wort (2019)
- Räuberhände (2021)
- Das Lehrerzimmer (2023)